# لیگ قهرمانان والیبال زنان اروپا
لیگ قهرمانان والیبال زنان اروپا (انگلیسی: CEV Women's Champions League) لیگ قهرمانان والیبال اروپا در بخش زنان، مهمترین رقابت رسمی برای باشگاه والیبال زنان از اروپا است که هر ساله توسط کنفدراسیون والیبال اروپا برگزار می‌شود.